# Wagneriana neglecta
Wagneriana neglecta là một loài nhện trong họ Araneidae.
Loài này thuộc chi Wagneriana. Wagneriana neglecta được Cândido Firmino de Mello-Leitão miêu tả năm 1939.